# Centro Meteorológico Regional Especializado
Un Centro Meteorológico Regional Especializado o el Regional Specialized Meteorological Center es responsable de la distribución de información, consejos y advertencias en relación con el programa específico del que forman parte, de acuerdo por consenso en la Organización Meteorológica Mundial, como parte de la Vigilancia Meteorológica Mundial.

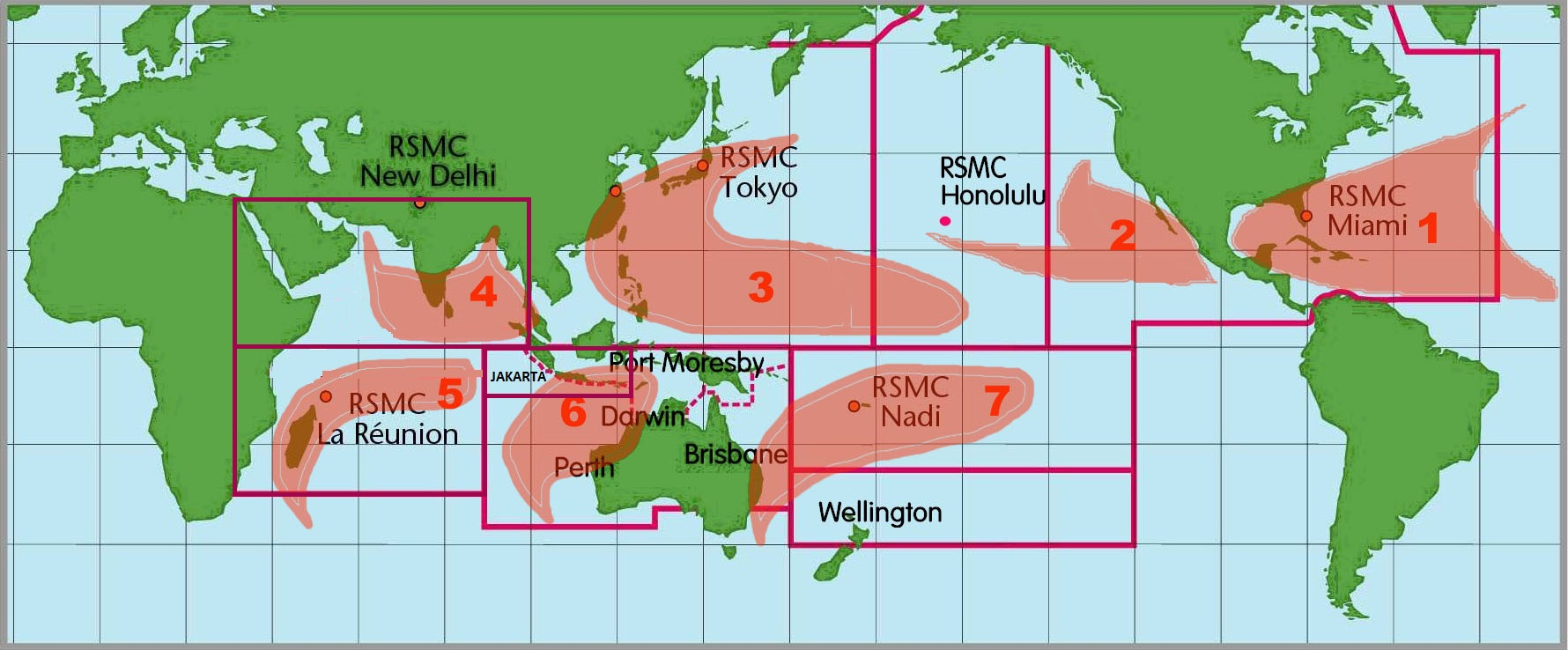
Principales cuencas.

## Programa ciclones tropicales
Hay seis centros meteorológicos y cinco Centros de Alerta de Ciclones Tropicales regionales que utilizan la asignación de nombres para los ciclones tropicales y la distribución de avisos y advertencias de ciclones tropicales:
- Suroeste del Océano Pacífico: Centro de Ciclones Tropicales RSMC Nadi - Servicio Meteorológico de Fiji (Nadi, Fiji)
- Sureste del Océano Índico: RSMC La Reunión-Centro de Ciclones Tropicales / Météo France (Isla la Reunión, Departamento francés de ultramar)
- Bahía de Bengala y el Mar Arábigo: RSMC - Ciclones Tropicales de Nueva Delhi / Departamento Meteorológico de la India (Nueva Delhi, India)
- Occidente del norte del océano Pacífico y el mar de la China Meridional - RSMC Tokyo / Agencia Meteorológica Japonesa (Tokio, Japón)
- Centro del norte del océano Pacífico - RSMC Honolulú Centro de Huracanes del Pacífico Central (Honolulú, Hawái, EE. UU.)
- Noreste del Océano Pacífico, Golfo de México, Mar Caribe, y norte del Océano Atlántico - RSMC Miami / Centro Nacional de Huracanes[1]

## Programa de Respuesta de Emergencia Ambiental
Hay ocho centros meteorológicos para la distribución de modelos de transporte, depósitos, y dispersión, en el caso de una catástrofe ambiental que cruce las fronteras internacionales:
- Exeter, Inglaterra RSMC - Para Europa y África
- Toulouse, Francia RSMC - Para Europa y África
- Montreal, Canadá RSMC - Para América, y en caso de emergencia el Sureste del Pacífico
- Washington D. C., Estados Unidos RSMC - Para América, y en caso de emergencia el Sureste del Pacífico
- Pekín, China RSMC - Para Asia
- Obninsk, Rusia RSMC - Para Asia
- Tokio, Japón RSMC - Para Asia
- Melbourne, Australia RSMC - Para el Sureste del Pacífico[3]